# Wind Lake (Wisconsin)
Wind Lake es un lugar designado por el censo ubicado en el condado de Racine en el estado estadounidense de Wisconsin. En el Censo de 2010 tenía una población de 5.342 habitantes y una densidad poblacional de 284,14 personas por km².

## Geografía
Wind Lake se encuentra ubicado en las coordenadas 42°49′22″N 88°9′27″O / 42.82278, -88.15750. Según la Oficina del Censo de los Estados Unidos, Wind Lake tiene una superficie total de 18.8 km², de la cual 14.02 km² corresponden a tierra firme y (25.43%) 4.78 km² es agua.

## Demografía
Según el censo de 2010, había 5.342 personas residiendo en Wind Lake. La densidad de población era de 284,14 hab./km². De los 5.342 habitantes, Wind Lake estaba compuesto por el 96.89% blancos, el 0.3% eran afroamericanos, el 0.37% eran amerindios, el 0.47% eran asiáticos, el 0.07% eran isleños del Pacífico, el 0.64% eran de otras razas y el 1.25% pertenecían a dos o más razas. Del total de la población el 2.51% eran hispanos o latinos de cualquier raza.